# Tachileik
Tachileik ou Tachilek est une ville frontalière de Birmanie située dans l'État Shan, sur la rivière Ruak, à la frontière avec la Thailande (Province de Chiang Rai). Elle se trouve sur la route Kengtung-Chiang Rai.
Ses marchés sont connus pour vendre régulièrement des produits issus du braconnage, notamment des espèces en danger comme : le tigre, le chat de Temminck ou le chat marbré,.